# نافالأيفار دي إيبور
بلدية نافالأيفار دي إيبور (بالإسبانية: Navalvillar de Ibor)‏، هي بلدية تقع في مقاطعة قصرش والتي تقع في منطقة إكستريمادورا، غرب إسبانيا.
يبلغ عدد سكانها 494 نسمة وفقاً لإحصائية سنة (2002).